# Prata di Principato Ultra
Prata di Principato Ultra es un municipio (comune, en italiano) de la provincia de Avellino, en la región de Campania. Tiene una población estimada, a fines de octubre de 2021, de 2761 habitantes.
Se extiende por una área de 10,99 km², teniendo una densidad de población de 251,23 hab/km². Linda con los municipios de Altavilla Irpina, Grottolella, Montefredane, Montemiletto, Pratola Serra, Santa Paolina, y Tufo.

## Demografía
| Gráfica de evolución demográfica de Prata di Principato Ultra entre 1861 y 2021 |
|                                                                                 |
| Fuente ISTAT - elaboración gráfica de Wikipedia                                 |